# Tauchscooter

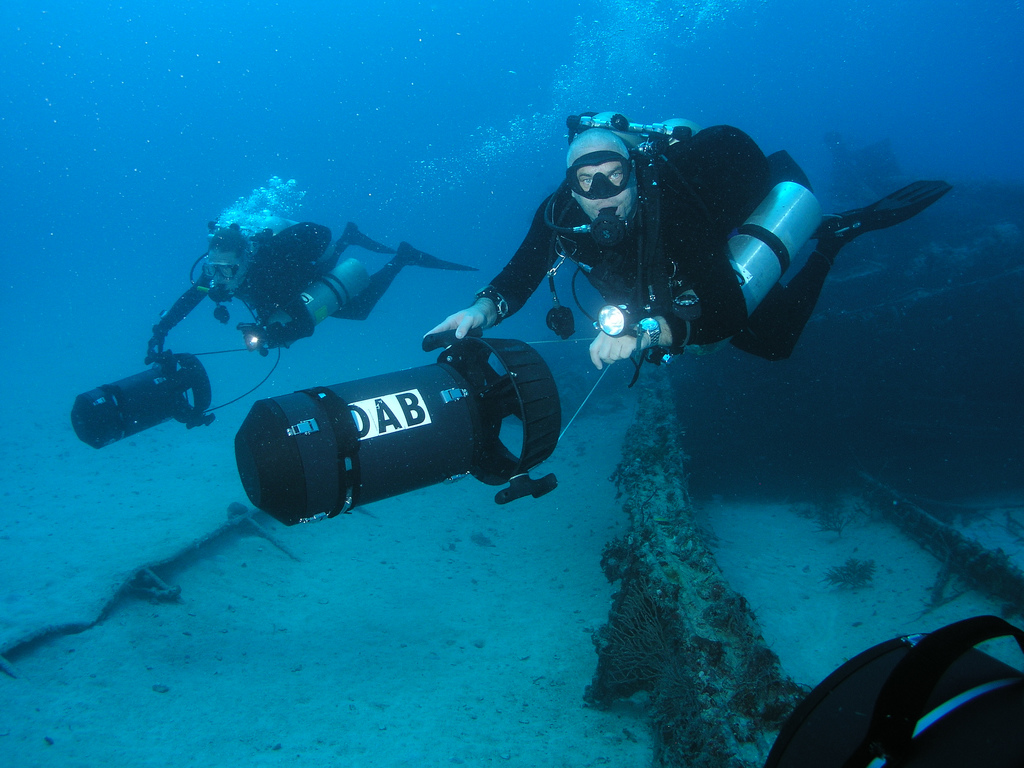
Technische Taucher mit Gavin Tauchscootern

Ein Tauchscooter (englisch Diver Propulsion Vehicle, DPV) bezeichnet einen Antrieb für einzelne Personen im Wasser. Der Antrieb erfolgt durch einen Elektromotor. Ein ähnliches Gerät, das jedoch nur oder vorrangig an der Wasseroberfläche benutzt wird, ist ein Wasserschlitten.

## Antrieb
Eine Batterie von Akkumulatoren versorgt einen Elektromotor mit Strom, der den Propeller antreibt.
Der große Vorteil gegenüber einem Verbrennungsmotor ist der Verzicht auf einen Schnorchel. Dadurch kann ein elektrischer Tauchscooter auch in größerer Tiefe benutzt werden, der Betrieb ist auch durch Umwelt- und Gewässerschutzauflagen nur wenig eingeschränkt. Die maximale Tauchtiefe ist durch die Druckfestigkeit des Gehäuses begrenzt.

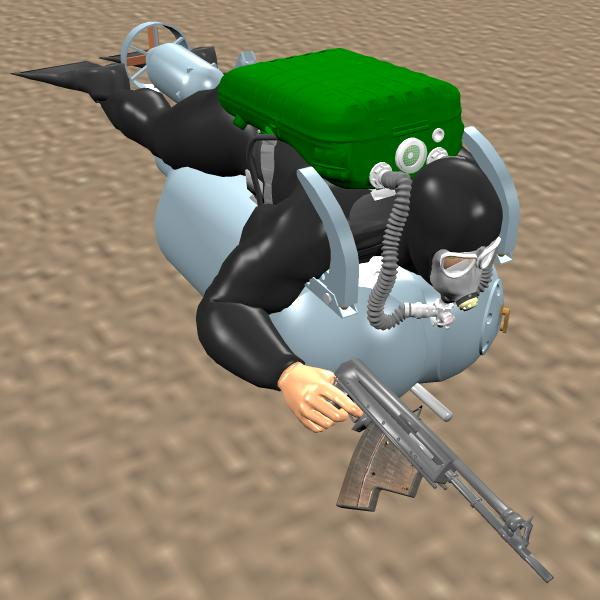
Animation eines Kampfschwimmers mit Unterwasser-Sturmgewehr APS, IDA71 Kreislauftauchgerät und Protei-5 Tauchscooter

Nachteile des elektrischen Antriebs sind die im Vergleich zum Verbrennungsmotor geringere Geschwindigkeit und Reichweite, Vorteile die bessere Regelbarkeit, die Tiefenunabhängigkeit und die relative Geräuschlosigkeit.

## Geschichte
Der Tauchscooter kann auch als weitere Verkleinerung des größeren bemannten Torpedos aus Kriegszeiten angesehen werden. Im Gegensatz zu diesen wird der Taucher vom Gerät nachgezogen und sitzt nicht auf diesem auf.
Ähnliche Geräte wurden z. B. von Jacques-Yves Cousteau entwickelt und genutzt. Zu sehen sind diese Geräte u. a. im Film Welt ohne Sonne von 1965. Vermutlich gab es mit dem zunehmenden Tauchsport eine parallele Entwicklung in vielen Ländern.
Als Vorläufer kann der antriebslose Tauchschlitten gesehen werden. Dieser wird mittels Seil vom Boot nachgezogen und ermöglicht dem Taucher einen Flug, einen Überblick über die Unterwasserwelt.

## Sonstiges
- Am 29. Juni 2012 durchtauchte Achim Schlöffel mit Hilfe von zwei Tauchscootern und zwei Kreislauftauchgeräten als erster den Ärmelkanal, legte dabei eine Tauchstrecke von 65 Kilometern zurück. Er tauchte in rund acht Stunden von Dover aus zur französischen Küste bei Calais, wo sich eine Dekompressionsphase von etwa drei Stunden anschloss.[1]